# (35821) 1999 JW50
1999 JW50 (asteroide 35821) é um asteroide da cintura principal. Possui uma excentricidade de 0.12612080 e uma inclinação de 5.94919º.
Este asteroide foi descoberto no dia 10 de maio de 1999 por LINEAR em Socorro.